# Тшибинда
Тшибинда (Tshibinda) — потухший вулкан в Демократической Республике Конго.
Он состоит из трёх базальтовых конусов и связанных с ними потоков лавы. Вулкан находится в Восточной Африке, на крайнем востоке Демократической Республики Конго в центре западной ветви Великой рифтовой долины, недалеко от границы с Руандой. Он лежит к западу от юго-западного конца озера Киву. Неподалёку расположен город Букаву.